# Love, Chunibyo and Other Delusions!
Love, Chunibyo and Other Delusions! (中二病でも恋がしたい!, Chūnibyō demo Koi ga Shitai!, litt. « Même avec la chūnibyō, je veux connaître l'amour ! ») ou Chū-2, est une série japonaise de light novels écrite par Torako et illustrée par Nozomi Ōsaka. Une adaptation en série télévisée d'animation par les studios Kyoto Animation a été diffusée au Japon entre le 4 octobre et le 19 décembre 2012, avec aussi six ONA diffusés sur YouTube. Une seconde saison a été diffusée au Japon (ainsi que six ONA) entre le 8 janvier et le 26 mars 2014. Deux films d'animation sont également sortis, en 2013 et 2018 respectivement.
Les droits des deux saisons de l’adaptation animée sont détenus dans les pays francophones par Kazé, et les épisodes sont diffusés en streaming sur Anime Digital Network.

## Synopsis
Yūta Togashi est un jeune lycéen qui pendant ses années de collège souffrait de chūnibyō (中二病, litt. « syndrome du collégien de seconde année »), il faisait croire qu'il possédait des pouvoirs surnaturels et se faisait appeler Dark Flame Master, s'aliénant ainsi de ses camarades de classe. Trouvant son passé embarrassant, Yūta tente de commencer le lycée tranquillement en sachant qu'il ne croisera personne qui l'a connu au collège. Une tâche difficile puisqu’il fera la connaissance de Rikka Takanashi, une lycéenne dans sa classe qui connaît son passé et qui est très intéressée par Yūta puisqu'elle est aussi atteinte de chūnibyō.

## Personnages
Yūta Togashi (富樫 勇太, Togashi Yūta)
Yūta est le protagoniste de l'histoire, lycéen de première année, qui pendant ses années de collège, était atteint de chūnibyō et se faisait appeler Dark Flame Master. Trouvant son passé embarrassant, il essaye de l'oublier en s'inscrivant dans un lycée éloigné de son quartier où il est sûr de ne croiser personne qu'il aurait connu au collège. Cependant il fait la connaissance de Rikka qui connaît son passé et ses souvenirs reviennent le hanter. Lui et Rikka finissent par devenir proches et sortent même ensemble. Lui et Satone Shichimiya étaient camarades de classe au collège et c'est elle qui l'a inspiré à devenir Dark Flame Master.
Rikka Takanashi (小鳥遊 六花, Takanashi Rikka)
Rikka est la protagoniste de l'histoire, elle aussi atteinte de chūnibyō mais contrairement à Yūta, elle ne s'en est toujours pas débarrassé. Elle a déménagé chez sa grande sœur qui habite juste au-dessus de l'appartement de Yūta, et elle est dans la même classe que lui. Elle porte toujours un bandage sur son œil gauche et sur son bras gauche (même si elle n'a aucune blessure) et fait croire qu'elle possède le "Jaō Shingan" (邪王真眼, litt. l’Œil de Vérité du roi du Mal). Rikka se met systématiquement en posture de combat quand elle rencontre des gens pour la première fois, son arme de prédilection est un parapluie qu'elle utilise comme une épée. L'origine de sa chūnibyō remonte lorsque Rikka regardait Yūta sur son balcon délirer pendant sa phase de chūnibyō. Ils sont éventuellement devenus proches et sortent même ensemble, mais la chūnibyō de Rikka empêche leur relation de progresser.
Satone Shichimiya (七宮 智音, Shichimiya Satone)
Satone était dans le même collège que Yūta. Bien que Yūta était son seul ami, elle changea d'école lors de sa seconde année sans prendre le temps de lui dire au revoir. Elle fut transférée dans le même collège que Shinka Nibutani où elles sont devenues proches. Elle est aussi atteinte de chūnibyō et se fait appeler "Sophia Ring SP Saturn VII" (ソフィアリング・SP・サターン7世) et appelle Yūta avec le surnom "Yūsha" (勇者, litt. "Héros"). Satone est un personnage du second light novel et apparaît dans la deuxième saison de l'anime.
Shinka Nibutani (丹生谷 森夏, Nibutani Shinka)
Shinka est la camarade de classe de Yūta. Elle est aussi déléguée de la classe avec Yūta et une pom-pom girl. Elle fut elle aussi comme Yūta, atteinte de chūnibyō, et se faisait appeler Mori Summer (モリサマー, Mori Samā) et a aussi choisi un lycée éloigné de son quartier pour espérer croiser personne de son ancien collège.
Kumin Tsuyuri (五月七日 くみん, Tsuyuri Kumin)
Sanae Dekomori (凸守 早苗, Dekomori Sanae)
Makoto Isshiki (一色 誠, Isshiki Makoto)
Kazari Kannagi (巫部 風鈴, Kannagi Kazari)
Kuzuha Togashi (富樫 樟葉, Togashi Kuzuha)
Yumeha Togashi (富樫 夢葉, Togashi Yumeha)
Nanase Tsukumo (九十九 七瀬, Tsukumo Nanase)
Tōka Takanashi (小鳥遊 十花, Takanashi Tōka)

## Light novel
Chūnibyō demo Koi ga Shitai! était tout d'abord un light novel, écrit par Torako et illustré par Nozomi Ōsaka. Torako participa à un concours organisé par Kyoto Animation en 2010, et gagna la mention honorable du jury dans la catégorie romans. Le studio publia ensuite le premier volume le 15 mai 2011. Trois volumes existent aujourd'hui.
| no | Japonais         | Japonais          |
| no | Date de sortie   | ISBN              |
| -- | ---------------- | ----------------- |
| 1  | 15 mai 2011      | 978-4-9905812-0-6 |
| 2  | 28 décembre 2011 | 978-4-9905812-2-0 |
| 3  | 25 mars 2014     | 978-4-907064-14-3 |

## Anime
Une adaptation en série télévisée d'animation réalisée par Tatsuya Ishihara et produite par les studios Kyoto Animation a été diffusée au Japon entre le 4 octobre et le 9 décembre 2012,,,. Juste avant la diffusion de l'anime à la télévision, une série de six épisodes ONA Chūnibyō demo Koi ga Shitai! Lite a été diffusée sur YouTube entre le 27 septembre et le 1er novembre 2012,.  
Un film d'animation nommé Takanashi Rikka Kai: Gekijō-ban Chūnibyō demo Koi ga Shitai! (小鳥遊六花・改 ～劇場版 中二病でも恋がしたい!～) qui raconte l'histoire de la première saison du point de vue de Rikka, est sorti au cinéma au Japon le 14 septembre 2013 et ensuite en Blu-ray/DVD le 19 février 2014.
Une seconde saison nommée Chūnibyō demo Koi ga Shitai! Ren (中二病でも恋がしたい！戀) a été diffusée au Japon du 8 janvier au 26 mars 2014 et en simulcast dans les pays francophones sur Anime Digital Network. L'éditeur Kazé proposera la série en DVD et Blu-ray entre janvier et juillet 2015,.
Un second film d'animation intitulé Chūnibyō demo Koi ga Shitai!: Take On Me est sorti le 6 janvier 2018 au Japon.

### Liste des épisodes

#### Love, Chunibyo and Other Delusions!(2012)
| No  | Titre français                                               | Titre japonais                                   | Titre japonais                                           | Date de 1re diffusion                         |
| No  | Titre français                                               | Kanji                                            | Rōmaji                                                   | Date de 1re diffusion                         |
| --- | ------------------------------------------------------------ | ------------------------------------------------ | -------------------------------------------------------- | --------------------------------------------- |
| 1   | Rencontre avec le Jaô Shingan, l’Œil de Vérité du roi du Mal | 邂逅の…邪王真眼                                  | Kaikō no... Jaō Shingan                                  | 4 octobre 2012                                |
| 2   | La Prêtresse de la mélodie                                   | 旋律の…聖調理人（プリーステス）                  | Senritsu no... Purīsutesu                                | 11 octobre 2012                               |
| 3   | L’Hérétique aux deux couettes                                | 異端なる…双尾娘（ツインテール）                  | Itan Naru... Sō-o Musume (Tsuintēru)                     | 18 octobre 2012                               |
| 4   | Un regrettable Mabinogion...                                 | 痛恨の…闇聖典（マビノギオン）                    | Tsūkon no... Yami Seiten (Mabinogion)                    | 25 octobre 2012                               |
| 5   | Alliance pour une révision difficile...                      | 束縛の…十字架（ハード・スタディ）                | Sokubaku no... Jūjika (Hādo Sutadi)                      | 1er novembre 2012                             |
| 6   | La rédemption d'un sauveur...                                | 贖罪の…救世主(イノセント)                        | Shokuzai no... Kyūseishu (Inosento)                      | 8 novembre 2012                               |
| 7   | Souvenirs du paradis perdu...                                | 追憶の…楽園喪失(パラダイス・ロスト)              | Tsuioku no... Rakuen Sōshitsu (Paradaisu Rosuto)         | 15 novembre 2012                              |
| 8   | Une fuite... Seuls tous les deux                             | 二人だけの…逃避行(エグザイル)                    | Futari dake no... Tōhikō (Eguzairu)                      | 22 novembre 2012                              |
| 9   | Un premier amour compliqué... et chaotique                   | 混沌の…初恋煩(カオス・ハート)                    | Konton no... Hatsukoihan (Kaosu Hāto)                    | 29 novembre 2012                              |
| 10  | La boîte-repas de Pandore de la Sainte Mère                  | 聖母の…弁当箱（パンドラズ・ボックス）            | Seibo no... Bentō-bako (Pandorazu Bokkusu)               | 6 décembre 2012                               |
| 11  | L'ange déchu à l'aile unique                                 | 片翼の堕天使（フォーリン·エンジェル）            | Katayoku no Datenshi (Fōrin Enjeru)                      | 13 décembre 2012                              |
| 12  | Un engagement éternel                                        | 終天の契約（エターナル·エンゲージ）              | Shūten no Keiyaku (Etānaru Engēji)                       | 20 décembre 2012                              |
| OVA |                                                              | 煌めきの… 聖爆誕祭（スラップスティック・ノエル） | Kirameki no... Hijiri Bakutan-sai (Surappusutikku Noeru) | 4 octobre 2012 (BD/DVD) 25 décembre 2013 (TV) |

##### ÉpisodesLite
| No | Titre français | Titre japonais       | Titre japonais             | Date de 1re diffusion |
| No | Titre français | Kanji                | Rōmaji                     | Date de 1re diffusion |
| -- | -------------- | -------------------- | -------------------------- | --------------------- |
| 1  |                | バレーボール         | Barēbōru                   | 27 septembre 2012     |
| 2  |                | 邪王真眼・黎明篇     | Jaō Shingan Reimeihen      | 4 octobre 2012        |
| 3  |                | わたしのお兄ちゃん   | Watashi no Onii-chan       | 11 octobre 2012       |
| 4  |                | 肉じゃが作るよ！     | Niku-jaga Tsukuru yo!      | 18 octobre 2012       |
| 5  |                | 眠れる放課後の美少女 | Nemureru Hōkago no Bishōjo | 25 octobre 2012       |
| 6  |                | 凸守 VS 丹生谷       | Dekomori VS Nibutani       | 1er novembre 2012     |

#### Love, Chunibyo and Other Delusions! 2(2014)
| No | Titre français                                               | Titre japonais                                              | Titre japonais                                                  | Date de 1re diffusion |
| No | Titre français                                               | Kanji                                                       | Rōmaji                                                          | Date de 1re diffusion |
| -- | ------------------------------------------------------------ | ----------------------------------------------------------- | --------------------------------------------------------------- | --------------------- |
| 1  | La Résurrection du Jaô Shingan                               | 復活の・・・邪王真眼                                        | Fukkatsu no... Jaō Shingan                                      | 8 janvier 2014        |
| 2  | Dolphin Ring Striker – le pacte d'amour des dauphins         | 海豚の・・・恋人契約 (ドルフィンリング・ストライカー)       | Iruka no... Koibito Keiyaku (Dorufin Ringu Sutoraikā)           | 15 janvier 2014       |
| 3  | La chasse de la jeune sorcière magicienne                    | 追撃の…魔王魔法少女                                         | Tsuigeki no… Maō Mahō Shōjo                                     | 22 janvier 2014       |
| 4  | Immaculée... Queen Maker                                     | 無垢なる・・・ 生徒会長選挙 (クイーンメーカー)              | Mukunaru... Seitokaichō Senkyo (Kuīn Mēkā)                      | 29 janvier 2014       |
| 5  | Siesta labyrinth fantasy                                     | 幻想の…昼寝迷宮(シエスタ・ラビリンス)                       | Gensō no… Hirune Meikyū (Shiesuta Rabirinsu)                    | 5 février 2014        |
| 6  | Doutes lors du voyage à Tsukushinoshima                      | 躊躇（ためら）いの…筑紫島周遊（ツクシノシマ・トラベリング） | Tamerai no... Chikushijima shūyū (Tsukushino-shima Toraberingu) | 12 février 2014       |
| 7  | Volcano triangle                                             | すれ違いの…心模様(ヴォルケーノ・トライアングル)             | Surechigai no... Kokoro Moyō (Vorukēno Toraianguru)             | 19 février 2014       |
| 8  | La Fausse Mori Summer                                        | 偽りの…精霊聖母(モリサマー)                                 | Itsuwari no… Seirei Seibo (Mori Samā)                           | 26 février 2014       |
| 9  | Last Resort                                                  | 波打際の...究極奥義(リゾート・ラストリゾート)               | Namiuchigiwa no... Kyūkyoku Ōgi (Rizōto Rasuto Rizōto)          | 5 mars 2014           |
| 10 | Gauntlet of rain                                             | 真夏の夜の・・・雨と鞭 (Gauntlet of rain)                   | Manatsu no Yoru no... Ame to Muchi (Gauntlet of rain)           | 12 mars 2014          |
| 11 | Blue Moon Ragnarok                                           | 青き月の・・・最終決戦 (ブルームーン・ラグナロク)           | Aokitsuki no...Saishū Kessen (Burūmūn Ragunaroku)               | 19 mars 2014          |
| 12 | Le Pacte supérieur du crépuscule - Higher Engage of Twilight | 黄昏の・・・ 上級契約(ハイヤーエンゲージ)                   | Koukun no... Jōkyū Keiyaku (Haiyā Engēji)                       | 26 mars 2014          |

##### ÉpisodesLite
| No | Titre français | Titre japonais                               | Titre japonais                                       | Date de 1re diffusion |
| No | Titre français | Kanji                                        | Rōmaji                                               | Date de 1re diffusion |
| -- | -------------- | -------------------------------------------- | ---------------------------------------------------- | --------------------- |
| 1  |                | こたつむり                                   | Kotatsumuri                                          | 26 décembre 2013      |
| 2  |                | ものもらい、めばちこ或いはめいぼと言う名の病 | Monomorai, Mebachiko Arui wa Meibo to Iu Na no Yamai | 15 janvier 2014       |
| 3  |                | 邪王真眼風雲編                               | Jaō Shingan Fūun-hen                                 | 30 janvier 2014       |
| 4  |                | 凸守 VS 丹生谷 2                             | Dekomori VS Nibutani 2                               | 13 février 2014       |
| 5  |                | 私のお兄ちゃん3 キャンプ編                   | Watashi no Onii-chan 3: Kyanpu-hen                   | 27 février 2014       |
| 6  |                | 大天使召喚                                   | Daitenshi Shōkan                                     | 13 mars 2014          |

### Musique
| 1 | 1 – 12 | Sparkling Daydream | ZAQ | INSIDE IDENTITY | ZAQ | Black Raison d'être |

| 1 | 1 – 12 | VOICE | ZAQ | Van!shment Th!s World | ZAQ | Black Raison d'être |

### Doublage
| Personnages       | Voix japonaises  | CD-Drama         |
| ----------------- | ---------------- | ---------------- |
| Yūta Togashi      | Jun Fukuyama     | Takuya Eguchi    |
| Rikka Takanashi   | Maaya Uchida     | Mariya Ise       |
| Kumin Tsuyuri     | Azumi Asakura    | Mai Nakahara     |
| Shinka Nibutani   | Chinatsu Akasaki | Kotono Mitsuishi |
| Satone Shichimiya | Juri Nagatsuma   | Yumi Kakazu      |
| Sanae Dekomori    | Sumire Uesaka    | Miyu Matsuki     |
| Asuka Togashi     | Sora Amamiya     | Eri Kitamura     |
| Hanabi Shonishi   | Marina Inoue     | Takanori Hoshino |
| Ayano Kishimino   | Yuki Matsuoka    | Keiko Han        |
| Bunjiro Kokoshi   | Takahiro Sakurai | Akio Ōtsuka      |

### Light novels
1. 1 2  Tome 1
2. 1 2  Tome 2
3. 1 2  Tome 3